# Distretto di Buu-Yao
Il distretto di Buu-Yao è un distretto della Liberia facente parte della contea di Nimba.